# Jan Sztolcman
Jan Sztolcman (ook vaak gespeld als Jean Stanislaus Stolzmann) (Warschau in Polen, 19 november 1854 – Aldaar, 28 april 1928) was een Poolse dierkundige, vooral een vogelkundige.

## Biografie
In 1872 studeerde Sztolcman zoölogie aan de Keizerlijke Universiteit te Warschau. Tussen 1875 en 1884 verbleef hij in Zuid-Amerika. Eerst in Peru en tussen 1882 en 1884 woonde en werkte hij in Ecuador. Hij verzamelde honderden balgen van vogels waaronder 15 soorten nieuw voor de wetenschap en meer dan 70 nieuwe ondersoorten. In 1884 keerde hij terug naar Warschau en in 1887 werd hij directeur van een particulier zoölogisch museum waarvan  later de collectie zou opgaan in het museum van de universiteit van Warschau.
Jan Sztolcman heeft ook een aandeel gehad in het behoud van de Europese wisent (Bison bonasus). Hij hield in juni 1923 tijdens een internationaal congres over natuurbescherming een betoog over de redding van deze soort.

## Zijn nalatenschap
Samen met Hans von Berlepsch beschreef hij 15 nieuwe vogelsoorten uit Zuid-Amerika, waaronder de  goudpluimparkiet (Leptosittaca branickii), daarnaast meer dan 70 ondersoorten van vogels. Een aantal vogelsoorten zijn als eerbetoon naar hem vernoemd zoals de kolibrie Peruaanse bergnimf (Oreotrochilus stolzmanni), maar ook zoogdieren (o.a. Ichthyomys stolzmanni) en twee soorten hagedissen Liolaemus stolzmanni en Microlophus stolzmanni.

### Publicaties
- Żubr, jego historia, obyczaje i przyszłość (1923, De wisent, geschiedenis, gedrag en toekomst)
- Ornitologia łowiecka (1905) –  Vogelkundige jacht.
- Wspomnienia z podróży (volumes 1, 2); (1912) – Reisbeschrijvingen
- Szkice ornitologiczne (1916) – Ornithologische schetsen.

- Gemeinsame Normdatei: 141090308
- International Standard Name Identifier: 0000 0000 7796 9160
- Library of Congress Control Number: n99830319
- Nationale Bibliotheek van Tsjechië: js2017939797
- SNAC: w609096b
- Virtual International Authority File: 120336657
- WorldCat: E39PBJpJdf8HXdrFQ7cjqhWVYP